# پائولو گررو
خوزه پائولو گررو گونزالس (اسپانیایی: José Paolo Guerrero Gonzales‎؛ زادهٔ ۱ ژانویهٔ ۱۹۸۴) بازیکن فوتبال اهل پرو است.که در تیم ملی فوتبال پرو در پست مهاجم بازی می‌کند.

## باشگاهی
از باشگاه‌هایی که در آن بازی کرده‌است می‌توان به بایرن مونیخ، هامبورگ، کورینتیانس، فلامینگو و اینترناسیونال اشاره کرد.

## تیم ملی
وی همچنین در تیم ملی فوتبال پرو بازی می‌کند.